# Luca Zanimacchia
Luca Zanimacchia, né le 19 juillet 1998 à Desio, est un footballeur italien qui évolue au poste de milieu de terrain au Modène FC, en prêt de l'US Cremonese.

## Biographie

### En club
Zanimacchia fait ses débuts professionnels dans le club de Legnago, en Serie D, où ses performances lui permettent d'être repéré au plus haut niveau, rejoignant le Genoa en 2016, puis la Juventus en 2018.
Avec les bianconeri il s'illustre d'abord au sein de l'équipe reserve, en Serie C.
En fin de saison 2019-20, alors que la Juve a déjà remporté le scudetto, il fait partie de ce groupe de jeunes issu du centre de formation turinois qui intègre le groupe professionnel, laissant les titulaires au repos avant le match de Ligue des champions , contre Lyon.
Il fait finalement ses débuts avec la Juventus en Serie A le 29 juillet 2020, entrant en jeu contre Cagliari.

### En sélection
Luca Zanimacchia est international avec l'équipe d'Italie des moins de 19 ans, comptant en tout sept sélections à ce niveau.

## Palmarès
Juventus
- Serie A (1) : 
  - Champion en 2019-20.